# Palácio das Cardosas

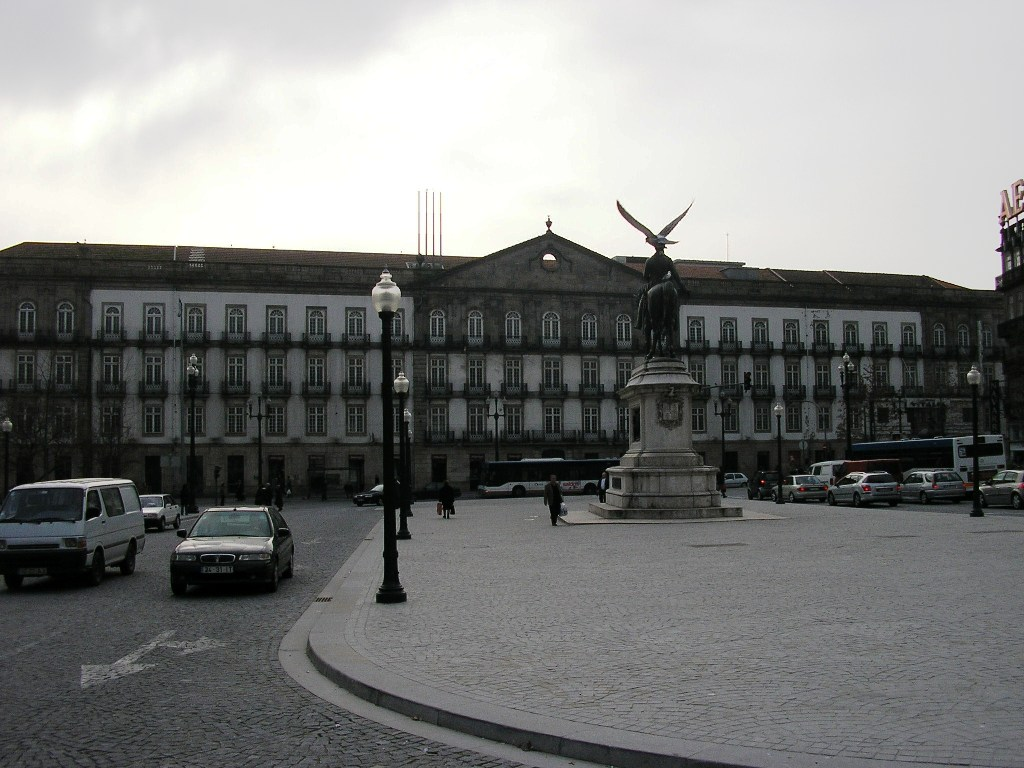
Der Palácio das Cardosas bildet den südlichen Abschluss der Praça da Liberdade

Der Palácio das Cardosas ist ein ehemaliger Palast in der portugiesischen Stadt Porto. Er nimmt die gesamte südliche Seite der Praça da Liberdade ein und bildet damit den städtebaulichen Abschluss des Platzensembles, gebildet aus Praça da Liberdade, Avenida dos Aliados und Praça do General Humberto Delgado.

## Geschichte
Das Gebäude wurde in der ersten Hälfte des 19. Jahrhunderts als Kloster der Brüder von Santo Elói begonnen. Nachdem die Mönche ihre Heimstatt verlassen mussten, erwarb der Kaufmann Manuel Cardoso dos Santos den halbfertigen Bau und führte die Konstruktionsarbeiten zu Ende. 2006 übernahm eine Investorengruppe das Gebäude. Im Herbst 2011 eröffnet darin ein Hotel der InterContinental Hotels Group.